# Јигева
Јигева (ест. Jõgeva, рус. Йыгева) је град у Естонији. Он се налази у источном делу земље, на путу између два најважнија града у земљи, Талина и Тартуа. Јигева је највећи град и управно средиште истоименог округа Јигева.
Јигева се простире се на 3,86 km² и према попису из 2008. године у њему је живело 6.327 становника.